# Ініціація (обряд)
Ініціа́ція (від лат. initiatio «посвячення») — звичай, що був широко розповсюджений у первісних і традиційних суспільствах народів світу, суть якого полягає у переведенні юнаків і юнок у дорослі вікові класи. Ініціація мала на меті підготовку підліткового покоління до виробничого, суспільного, шлюбного і духовного життя в межах своєї групи. Зазвичай ініціації полягали в різноманітних випробовуваннях на фізичну силу, спритність, а іноді і витривалість. Нерідко ініціації супроводжувалися фізичним болем, тортурами, різного роду операціями над статевими органами.
Залишки ініціацій збереглися у народів Тропічної Африки. Пережитками ініціацій можна вважати звичай обрізання в ісламі та юдаїзмі, також обряд хрещення у християнстві.

## Дівоча ініціація
Стосовно українок, В. Балушко обрядами називав уміння варити різні страви, зокрема кашу, виконувати таку жіночу роботу, як прядіння, шиття, вишивання, плетіння тощо. Символіка переведення дівчини в статус жінки [для українців] є набагато виразнішою й багатшою, несе в собі більше смислового навантаження, вказує Таїса Леньо. Жінки, досягнувши відповідного віку, стають носіями і хранительками традицій. Чоловіки менш консервативні, у їхніх діях більше імпровізації, вони швидше реагують на зміни в навколишній дійсності.